# Efim Etkind
Efim Etkind (en russe : Ефим Григорьевич Эткинд, Iefim Grigorievitch Etkind), né le 26 février 1918 à Pétrograd et mort le 22 novembre 1999 à Potsdam (Allemagne), est un linguiste, écrivain et théoricien russe de la littérature.

## Biographie
Efim Etkind  naît le 20 février 1918 à Petrograd dans une famille juive aisée,.
Il termine ses études à l'université d'État de Léningrad avec un diplôme d'histoire et de théorie de la littérature en 1941. Enseignant à l'Institut des langues étrangères à Léningrad, il en est chassé en 1949 pour « cosmopolitisme ». De retour à Léningrad en 1952, il obtient un poste à l'Institut Herzen.
Titulaire d'une thèse sur Émile Zola soutenue en 1947, il obtient un doctorat en 1965.
Le 25 avril 1974, il est chassé de l'Institut Herzen, où il enseignait depuis vingt-trois ans. Il enseigne ensuite à l'université de Nanterre jusqu'à sa retraite en 1986.
En 1998, on lui décerne le Palmyre du Nord dans la catégorie critique littéraire, pour son ouvrage  Là-dedans. À propos de la poésie russe du XXe siècle.

## Publications

### Ouvrages traduits en français
- Un art en crise : Essai de poétique de la traduction poétique, L'Âge d'Homme / Slavica, 1982  (ISBN 978-2825121351)
- La Traductrice, trad. Sophie Benech, Interférences, 2012, biographie de Tatiana Gnéditch

### Directeur de publication
- Efim Etkind, Georges Nivat, Ilya Serman et Vittorio Strada, Histoire de la littérature russe, t. 1 : Des origines aux Lumières, Paris, Fayard, 1992, 895 p. (ISBN 978-2-213-01985-7)
- Efim Etkind, Georges Nivat, Ilya Serman et Vittorio Strada, Histoire de la littérature russe, t. 2 : Le XIXe siècle. L'époque de Pouchkine et de Gogol, Paris, Fayard, 1996, 1290 p. (ISBN 978-2-213-01986-4)
- Efim Etkind, Georges Nivat, Ilya Serman et Vittorio Strada, Histoire de la littérature russe, t. 3 : Le XIXe siècle. Le temps du roman, Paris, Fayard, 2005, 1553 p. (ISBN 978-2-213-01987-1)
- Efim Etkind, Georges Nivat, Ilya Serman et Vittorio Strada, Histoire de la littérature russe, t. 4 : Le XXe siècle. L'Âge d'argent, Paris, Fayard, 1987, 782 p. (ISBN 978-2-213-01892-8)
- Efim Etkind, Georges Nivat, Ilya Serman et Vittorio Strada, Histoire de la littérature russe, t. 5 : Le XXe siècle. La Révolution et les années vingt, Paris, Fayard, 1988, 999 p. (ISBN 978-2-213-01960-4)
- Efim Etkind, Georges Nivat, Ilya Serman et Vittorio Strada, Histoire de la littérature russe, t. 6 : Le XXe siècle. Gels et dégels, Paris, Fayard, 1990, 1091 p. (ISBN 978-2-213-01950-5)

### Traductions
- Alexandre Pouchkine, Œuvres poétiques, 1982 — prix Langlois de l’Académie française[4].